# 毛奇号大巡洋舰
毛奇号是德意志帝国海军毛奇级大巡洋舰的首舰，得名于19世纪的普鲁士陆军元帅赫尔穆特·冯·毛奇。它于1911年9月30日入役，为第二艘投入德国海军使用的战列巡洋舰。毛奇号及其唯一的姊妹舰格本号，是此前德国战列巡洋舰设计冯·德·坦恩号的增大版本，它们的装甲保护有所加强，并有一座额外的炮塔和多两门主炮。相较于其英国竞争对手不倦级，毛奇号及格本号明显更大、装甲更好。
毛奇号参加了德国海军在第一次世界大战期间的大部分主要舰队行动，包括在北海的多格滩海战和日德兰海战，以及在波罗的海的里加湾海战和阿尔比恩行动。毛奇号也在战争期间多次遭到破坏：舰只于日德兰被大口径火炮击中，而在舰队推进时也曾被英国潜艇发射的鱼雷击中两次。
随着战事于1918年11月结束，毛奇号随公海舰队大部被关押在斯卡帕湾，等待协约国决定舰队的命运。为了防止被英国皇家海军强占，该舰于1919年连同公海舰队余部一起被其船员自行凿沉。毛奇号的残骸于1927年6月10日被打捞上岸，并于1927年至1929年间在罗塞斯拆解报废。

## 发展
在1907年5月的一次会议上，德国国家海军办公室决定基于独级战列巡洋舰冯·德·坦恩号作进一步的增大设计。1908财年拨付的4400万马克使得主舰炮的设计尺寸具备从之前的280（11英寸）增加至305（12.0英寸）的条件。然而，时任国家海军办公室主任的海军大臣阿尔弗雷德·冯·提尔皮茨和建设部门一致主张，将火炮数量从八门增至十门更为可取，因为280毫米炮被认为足以与战列舰交战。提尔皮茨还辩称，鉴于英国皇家海军侦察部队的数量优势，增加主炮数量而不是增加其口径将更为稳妥。海军参谋本部则提出，为了能在战列线中作战，新设计需要305毫米炮。最终，提尔皮茨号建设部门赢得了辩论，而毛奇级将配备十门280毫米炮。它们安装在五座双联装炮塔内，其中三座位于舰只中心线上：一座居前、两座以背负式居后；另外两座则为舰舯的错列式翼炮塔。建设部门还要求新舰具有与冯·德·坦恩号相同或更好的装甲保护，最高速度至少为24.5節（45.4每小時）。
在设计过程中，由于中央堡垒的尺寸、装甲厚度、弹药储备的增加以及锅炉系统的重新布置，使得舰只的吨位不断增加。当局最初仅计划建造一艘新设计的舰只，但迫于英德海军军备竞赛的压力，计划被修正为两艘。它们分别以“新造G舰”和“新造H舰”为代号进行订购。汉堡的布洛姆-福斯船厂于1908年获得了两艘舰的建造合同，其中G舰被分配至1908－09年度建造，而H舰则被分配至1909－10年度动工。G舰的合同于1908年9月17日颁发，建造编号为200。其龙骨架设于1908年12月7日，至1910年4月7日下水。1911年9月30日，G舰正式投入公海舰队使用，并被命名为毛奇号。这是为了纪念陆军元帅赫尔穆特·冯·毛奇，他是19世纪中叶普鲁士陆军的总参谋长。

## 服役历史

### 战前
在1910年4月7日举行的舰只下水仪式上，由时任德国总参谋长的陆军大将赫爾穆特·約翰內斯·路德維希·馮·毛奇主持，并以他叔父赫尔穆特·卡尔·贝恩哈特·冯·毛奇的名义为舰只命名。1911年9月11日，一群由船厂工人组成的船员将毛奇号从汉堡经由斯卡格拉克海峡转移至基尔，以进行舾装工作。9月30日，该舰在首任舰长、海军上校恩斯特·里特尔·冯·曼的指挥下正式入役，并顶替装甲巡洋舰罗恩号加入了公海舰队的侦察部队。海上试航则持续至1912年4月1日结束。

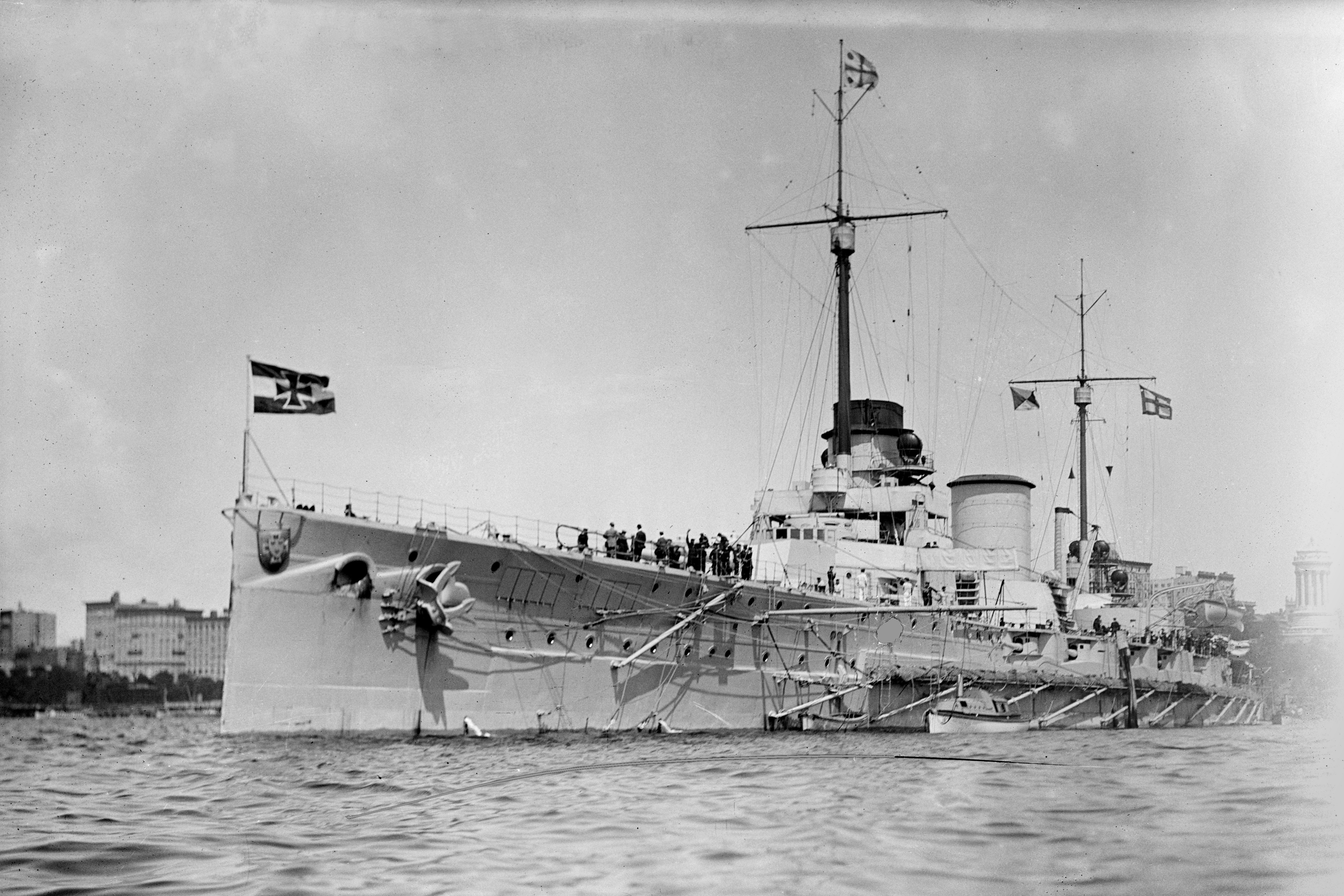
毛奇于1912年在纽约

毛奇号是唯一曾到访美国的德国主力舰。1912年5月11日，它在小巡洋舰斯德丁号和不来梅号的陪同下离开基尔，于5月30日抵达弗吉尼亚州的汉普顿锚地。在美国东岸巡回访问了两周后，它于6月24日返抵基尔。1912年7月初，毛奇号又负责护送德皇威廉二世的皇家游艇霍亨索伦号出访俄罗斯。回国后，毛奇号的舰长由海军上校马格努斯·冯·莱韦措接任；同时，该舰亦接任侦察部队的旗舰，直至1914年6月23日，部队司令才将他的旗帜转移至新入役的战列巡洋舰塞德利茨号。为了轮替装甲巡洋舰沙恩霍斯特号，当局曾考虑将毛奇号部署至远东，但当身处地中海的格本号也需要轮替时，该计划被放弃了。毛奇号随即被安排转移接替其姊妹舰，但该计划却因第一次世界大战的爆发而打断。

### 一战
如同一战期间几乎所有的德国主力舰一样，毛奇号的行动稍微有些局限。然而，它确实参与了公海舰队实施的大部分大型舰队行动。在战争开始时，它被分配至第一侦察集群，受集群司令、海军少将弗朗茨·冯·希佩尔指挥。

#### 黑尔戈兰湾海战
1914年8月28日，即第一次世界大战爆发后不久，毛奇号便参加了黑尔戈兰湾海战。当日上午，来自哈里奇部队的英国轻巡洋舰袭击了在黑尔戈兰湾巡逻的德国驱逐舰。六艘德国小巡洋舰——科隆号、斯特拉斯堡号、斯德丁号、女性之赞号、施特拉尔松德号和阿里阿德涅号，出航对攻击作出回应，并重创了英国袭击者。然而，当由英国海军中将戴维·贝蒂率领的第1战列巡洋分舰队于大约13:37抵达后，使德国舰只很快便处于劣势。
连同第一侦察集群余部一起，毛奇号于战斗当日早晨尚驻扎在威廉港锚区。至08:50，希佩尔向公海舰队总司令、海军上将腓特烈·馮·英格諾爾发出请求，希望派出毛奇号和冯·德·坦恩号前往解救受困的德国小巡洋舰。毛奇号准备于12:10起航，但海水低潮使舰只无法安全通过亚德湾河口的沙洲。在14:10，毛奇号和冯·德·坦恩号才得以穿越沙洲；希佩尔遂命令护航的小巡洋舰退回至其舰只身后，而他本人则在塞德利茨号舰上落后一个小时出航。在14:25，幸存的五艘小巡洋舰——斯特拉斯堡号、斯德丁号、女性之赞号、施特拉尔松德号和阿里阿德涅号，与战列巡洋舰完成集结。塞德利茨号于15:10抵达现场，此时阿里阿德涅号已在战斗中遭到严重破坏并沉没。希佩尔继续谨慎地冒险前进，以寻找两艘失联的小巡洋舰美因茨号和科隆号，但一无所获。至16:00，德国部队掉头返回亚德湾，于大约20:23抵达。

#### 炮击雅茅斯
1914年11月2日，毛奇号跟随希佩尔的旗舰塞德利茨号、冯·德·坦恩号和布吕歇尔号，在四艘小巡洋舰的陪同下，离开亚德湾并驶向英国海岸。这支部队于翌日拂晓抵达大雅茅斯对开海面并炮击了港口，而小巡洋舰施特拉尔松德号则在附近布下雷区。英国潜艇D5号试图拦截德国袭击者，却因触及施特拉尔松德号布下的水雷而沉没。此后不久，希佩尔命其舰只返回德国海域。然而，当它们回到德国海域时，一场大雾笼罩了黑尔戈兰湾，因此舰只受命暂时停航直至能见度提高，这样它们方可安全通过防御雷区。装甲巡洋舰约克号则在未经许可的情况下起航，并在前往威廉港的途中发生导航失误，致使其驶入了一片德国雷区。它触及两枚水雷并迅速沉没；岸防舰哈根号仅救起了127名船员。

#### 炮击斯卡布罗、哈特尔浦及惠特比
英格诺尔决定对英国海岸进行另一次突袭，希望以此吸引一部分大舰队成员投入战斗，并将其摧毁。在1914年12月15日03:20，第一侦察集群的毛奇号、塞德利茨号、冯·德·坦恩号、布吕歇尔号以及新近入役的德夫林格号，在第二侦察集群小巡洋舰科尔贝格号、斯特拉斯堡号、施特拉尔松德号、格劳登茨号以及两支鱼雷艇区舰队的陪同下离开亚德河口。这些舰只向北驶过黑尔戈兰岛，直抵喇叭礁灯塔，然后向西转往斯卡布罗方向。在希佩尔的部队离港约十二小时后，由14艘无畏舰和8艘前无畏舰组成的公海舰队主体，以及由2艘装甲巡洋舰、7艘小巡洋舰和54艘鱼雷艇组成的屏护部队也相继出发，负责为袭击部队提供远程支援。
早在1914年8月26日，德国小巡洋舰马格德堡号在芬兰湾搁浅，其残骸被俄国海军俘获，后者找到了德国海军使用的代码簿和北海航海图。这些文件随后转交至英国皇家海军。密码分析部门40号室开始解密德国的信号，并于12月14日截获了炮击斯卡布罗计划的相关信息。该计划的具体细节尚不清楚，但英国人认为公海舰队将会像以往炮击时一样留在港口以策安全。在第3巡洋分舰队和第1轻巡洋分舰队的支援下，贝蒂麾下的四艘战列巡洋舰以及第2战列分舰队的六艘无畏舰将对希佩尔的部队实施伏击。
在12月15－16日夜间，公海舰队的主体遇到了英国驱逐舰。由于担心夜间可能遭到鱼雷攻击，英格诺尔遂命令舰只撤退。希佩尔没有意识到英格诺尔的转变，因此他继续落实炮击计划。抵达英国海岸后，第一侦察集群被分为两组。塞德利茨号、毛奇号和布吕歇尔号往北炮轰哈特尔浦，而冯·德·坦恩号和德夫林格号则向南攻击斯卡布罗和惠特比。在炮击哈特尔浦期间，毛奇号被岸基炮台发射的一枚6英寸（150）炮所击中，造成甲板间的轻微损坏，但无人员伤亡。布吕歇尔号和塞德利茨号则分别被岸基炮台命中六次和三次。至16日09:45，两组成员重新集结，开始向东撤离。

公海舰队以于12月16日上午的部署

与此同时，贝蒂的战列巡洋舰已经就位，挡住了希佩尔选定的出口通道，而其它部队也正形成包围。在12:25，德国第二侦察集群的小巡洋舰开始穿越英国部队寻找希佩尔。隶属英国第2轻巡洋分舰队的南安普敦号发现了施特拉尔松德号并向贝蒂报告。在12:30，贝蒂将他的战列巡洋舰转向德国舰只。他认为德国巡洋舰只是希佩尔的先导屏护舰，而战列巡洋舰仍在前方约27海里（31英里；50）处。一直为贝蒂担任屏护的第2轻巡洋分舰队遂被派往追击德国巡洋舰，但由于误读了英国战列巡洋舰发出的信号，使得它们又返回了屏护阵位。这种混乱使德国小巡洋舰得以逃脱，并向希佩尔通报了英国战列巡洋舰的位置。第一侦察集群随即转向英国部队的东北方向推进，并顺利逃离。
英德双方都对他们未能有效地与对手交战而感到失望。英格诺尔的声誉因其怯战而受到很大的影响。毛奇号的舰长莱韦措怒不可遏，他认为英格诺尔调头撤退是“因为其畏惧十一艘本可被消灭的驱逐舰……在当前的领导下，我们将一事无成”。官方的德国历史记载中也批评英格诺尔没有利用其轻型部队去试探英国舰队的兵力，并指出：“他决定采取的这项措施不仅严重危及其身处英国海岸附近的先遣部队，而且还剥夺了德国舰队的一次毫无悬念的重大胜利”。

#### 多格滩海战

行进中的毛奇号

1915年1月初，有情报称英国舰只正在多格滩地区进行侦察。英格诺尔原本并不愿意派兵摧毁这些部队，因为冯·德·坦恩号当时正在旱坞内进行定期维修，第一侦察集群的兵力被暂时削弱了。然而，时任公海舰队参谋长的海军少校理夏德·埃克曼却坚持要采取行动，促使英格诺尔妥协，并命令希佩尔将他的战列巡洋舰带至多格滩。
1月23日，希佩尔受命率队出击，这支部队由塞德利茨号领头，随后依次是毛奇号、德夫林格号和布吕歇尔号；它们得到了小巡洋舰格劳登茨号、罗斯托克号、施特拉尔松德号和科尔贝格号，以及来自第五区舰队和第十八半区舰队共19艘鱼雷艇的护航。格劳登茨号和施特拉尔松德号被分配至前侧屏护阵位，科尔贝格号和罗斯托克号则分居战列巡洋舰的左侧和右侧。而每艘小巡洋舰都配备一支鱼雷艇半区舰队。
英国人对德国无线电信号的截获和解密再次发挥了重要作用。尽管他们不知道确切的计划，但40号室的密码译解员能够推断出希佩尔将在多格滩地区开展一项行动。作为应对，贝蒂率领的第1战列巡洋分舰队、海军少将戈登·摩尔麾下的第2战列巡洋分舰队以及海军准将威廉·古迪纳夫治下的第2轻巡洋分舰队，将于1月24日08:00在多格滩以北约30海里（35英里；56）初与海军准将雷金纳德·蒂里特率领的哈里奇部队会合。
在08:14，科尔贝格号发现了轻巡洋舰奥罗拉号和哈里奇部队的几艘驱逐舰。奥罗拉号用探照灯向科尔贝格号搦战，于是科尔贝格号攻击了奥罗拉号，并取得两次命中。奥罗拉号回击，同样取得两次命中作为报复。希佩尔立即将他的战列巡洋舰转向炮火声中，几乎同一时间，施特拉尔松德号在其阵位西北方向观察到了大量的浓烟。这被判断为一群向希佩尔驶来的大型军舰。
希佩尔转向南方逃跑，但速度被限制在23節（43每小時），因为这是布吕歇尔号在当时所能达到的最高速度。追赶的英国战列巡洋舰则以27節（50每小時）的速度航行，很快便赶上了德舰。在09:52，狮号从大约20,000碼（18,000）的距离向布吕歇尔号开火；不久之后，长公主号和虎号也开始射击。至10:09，英军炮火首次命中布吕歇尔号。两分钟后，德舰开始还击，主要集中在狮号身上，射程为18,000碼（16,000）。狮号于10:28在水线上方被击中，炮弹于舷侧撕开了一个孔洞并导致煤舱被淹。10:30，新西兰号作为贝蒂阵线的第四艘舰，也进入布吕歇尔号的射程并开火。至10:35，双方距离已拉近至17,500碼（16,000），此时整条德国阵线都处于英国舰只的有效射程之内。贝蒂遂命其战列巡洋舰与德国对手分别交战。然而，虎号舰上的混乱导致其舰长认为需要与塞德利茨号对战，这使得毛奇号得以心无旁骛的开火。
在10:40，来自狮号的一枚13.5英寸（340）炮击中塞德利茨号，造成了几乎是灾难性的破坏——其摧毁了两座后炮塔，并导致159人死亡。副舰长立即下令向弹药舱注水，以避免引发足以毁灭整艘舰的大爆炸。这时，德国的战列巡洋舰已经校正瞄准至狮号并不断取得命中。11:01，由塞德利茨号射出的一枚280（11英寸）炮击中狮号，并致使其两台直流发电机失效。11:18，狮号再被德夫林格号的两枚300（12英寸）炮命中，其中一枚在水线爆炸并穿透了装甲带，使得海水灌入锅炉供水槽。由于受到海水污染，这枚炮弹最终迫使狮号关闭发动机，从而陷入瘫痪。
与此同时，布吕歇尔号在重炮的猛击下已严重受损。然而，当报道称有几艘U艇出没于英舰前方时，这场追击战被迫中断；贝蒂迅速下令进行规避，使德国舰只能够拉大与追击者的距离。此时，狮号的最后一台可用的发电机失效，航速降至15節（28每小時）。在遭受重创的狮号舰上，贝蒂下令其余战列巡洋舰“与敌人的后方交战”，但信号的混乱导致这些舰只仅是单独锁定了布吕歇尔号，从而允许毛奇号、塞德利茨号和德夫林格号逃脱。当贝蒂登上长公主号，并重新取得对其麾下舰只的控制时，德国舰只已有太大的领先优势，英国人无法赶上它们；至13:50，他下令停止追击。

#### 里加湾海战
1915年8月3日，毛奇号跟随第一侦察集群被转移至波罗的海，以参加对里加湾的攻击。其意图是摧毁该地区的俄国海军力量，包括歼灭前无畏舰光荣号和清理俄国雷区，再利用布雷舰德国号布设己方雷区封锁通往穆胡湾的入口。德国海军部队由希佩尔指挥，兵力包括四艘拿骚级和四艘黑尔戈兰级战列舰，战列巡洋舰毛奇号、冯·德·坦恩号和塞德利茨号，以及一些小型舰艇。
8月8日，首次清理湾区的尝试展开；旧式战列舰不伦瑞克号和阿尔萨斯号负责将光荣号挡在湾区之外，而扫雷舰则需开辟一条穿越水雷内部地带的通道。在此期间，德国舰队余部仍然留在波罗的海，并为其它抗击俄国舰队的部队提供保护。然而，当明确了扫雷舰无法在夜幕降临之前清除雷区时，行动被迫中断。第二次尝试于8月16日进行；无畏舰拿骚号、波森号连同四艘小巡洋舰及31艘鱼雷艇设法突破了俄国人对湾区的防线。拿骚号携波森号还曾与光荣号展开炮斗，导致俄舰三次中弹并促使其撤离。三天后，俄国雷区已完成清除，舰队于8月19日开入海湾，但协约国潜艇在该地区出没的报告却促使德国人于翌日上午便匆匆离开。
在整个行动期间，毛奇号都留在湾区外围，为进军里加湾提供掩护。19日上午，由英国E级潜艇E1号发射的一枚鱼雷击中了毛奇号。鱼雷直至距离大约200碼（180）开外才被发现；由于来不及规避，舰只的艏部鱼雷舱中弹。爆炸损坏了舰内的几枚鱼雷，但它们没有自行引爆。共有8人因此遇难，并导致约435公噸（428長噸）海水涌入舰内。毛奇号于8月23日至9月20日在汉堡的布洛姆-福斯船厂进行维修。

#### 炮击雅茅斯及洛斯托夫特
毛奇号同样参加了1916年4月24－25日对雅茅斯及洛斯托夫特的炮击行动。由于希佩尔因病告假，所以第一侦察集群由海军少将弗里德里希·伯迪克指挥。五艘德国战列巡洋舰——毛奇号、德夫林格号、吕措号、塞德利茨号和冯·德·坦恩号于4月24日10:55离开亚德河口，并得到由六艘小巡洋舰和两支鱼雷艇区舰队组成的屏护部队陪同。公海舰队的重型部队则于13:40起航，目的是为伯迪克的舰群提供远程支援。英国海军部则通过拦截德国的无线电信号得知德国人已行动，并于15:50完成对大舰队的部署。
至14:00，伯迪克的舰群已抵达诺德奈附近的位置，此时他将舰只调转向北，以避开泰尔斯海灵岛上的荷兰观测员。15:38，塞德利茨号不慎触雷，并在右舷鱼雷管后方的船体上炸开一个15（49英尺）长的孔洞，导致约1,400公噸（1,400長噸）海水涌入该舰。塞德利茨号遂连同其屏护巡洋舰掉头返航，速度控制在15節（28每小時）。其余四艘战列巡洋舰则立即朝南转往诺德奈方向，以规避进一步的水雷威胁。至16:00，塞德利茨号已确认并无迫切危险，于是停下来让伯迪克离舰。V28号鱼雷艇随即将伯迪克带至吕措号。
4月25日04:50，当德国战列巡洋舰群正接近洛斯托夫特时，负责在南翼提供屏护的小巡洋舰罗斯托克号和埃尔宾号，发现了蒂尔维特麾下英国哈里奇部队的轻巡洋舰和驱逐舰。伯迪克拒绝为英国舰只分心，而是将其舰群的火炮瞄准洛斯托夫特。德国战列巡洋舰摧毁了两门6英寸（150）口径的海岸炮，并对市镇造成了其它一些破坏。在此过程中，来自岸基炮台的一枚6英寸炮击中了毛奇号，但舰只没有显著受损。
在05:20，德国袭击者向北转往雅茅斯，并于05:42抵达。由于能见度极差，以至于德国战列巡洋舰各自都仅进行了一轮齐射，但德夫林格号除外，它能够以主炮发射了十四枚炮弹。德国舰群随即向南折返，并于05:47第二次遭遇哈里奇部队，当时它们已与屏护部队的六艘小巡洋舰交战。伯迪克的舰只在12,000（13,000碼）的范围内开火。蒂尔维特立即调转他的船头，并在轻巡洋舰征服号遭到严重破坏之前便已向南逃窜。由于收到有关英国潜艇出没和鱼雷攻击的报告，伯迪克停止了追击，向东转往公海舰队方向。与此同时，当时的公海舰队总司令、海军上将赖因哈德·舍尔也收到了大舰队从斯卡帕湾出动的警告，遂掉头返回德国。

#### 日德兰海战
毛奇号作为第一侦察集群的成员，参加了一战中规模最大的日德兰海战。1916年5月30日夜晚，毛奇号随希佩尔麾下的其余战列巡洋舰锚泊于亚德湾锚区外围。翌日凌晨，在欧洲中部时间02:00，这些舰只以16節（30每小時）的速度缓缓驶向斯卡格拉克海峡。毛奇号是集群内五舰编队中的第四艘舰，领先于冯·德·坦恩号，位居塞德利茨号之后。由小巡洋舰法兰克福号（时任伯迪克的旗舰）、威斯巴登号、皮劳号和埃尔宾号组成的第二侦察集群，连同第二、第六和第九区舰队的30艘鱼雷艇，则负责为希佩尔的战列巡洋舰提供护航。
一个半小时后，舍尔率领的公海舰队主力也从亚德湾出航，该部队由16艘无畏舰组成。为它们提供护航的包括有由小巡洋舰斯德丁号、慕尼黑号、汉堡号、女性之赞号和斯图加特号组成的第四侦察集群，以及由小巡洋舰罗斯托克号领航的第一、第三、第五和第七区舰队的31艘鱼雷艇。第二战列分舰队的六艘前无畏舰则于02:45离开易北河锚区，并于05:00与主舰队会合。
在16:00前不久，希佩尔的部队遭遇了由贝蒂率领的英国第1战列巡洋分舰队。德国舰只率先开火，射程约为14,000（15,000碼）。当英国舰只开始还击时，英国战列巡洋舰之间的混乱导致毛奇号受到了新西兰号和虎号的同时攻击。英国人的测距机还误读了德国目标的范围，导致英舰发出的首轮齐射落在距德国战列巡洋舰前方一英里远的海面上。在16:52，毛奇号的两枚主炮炮弹命中了虎号，但均未造成任何重大伤害。随后，毛奇号再发射多四枚炮弹，其中两枚同时击中了虎号的舰舯和后部炮塔，导致它们在战斗中的很长一段时间内都处于失效状态。

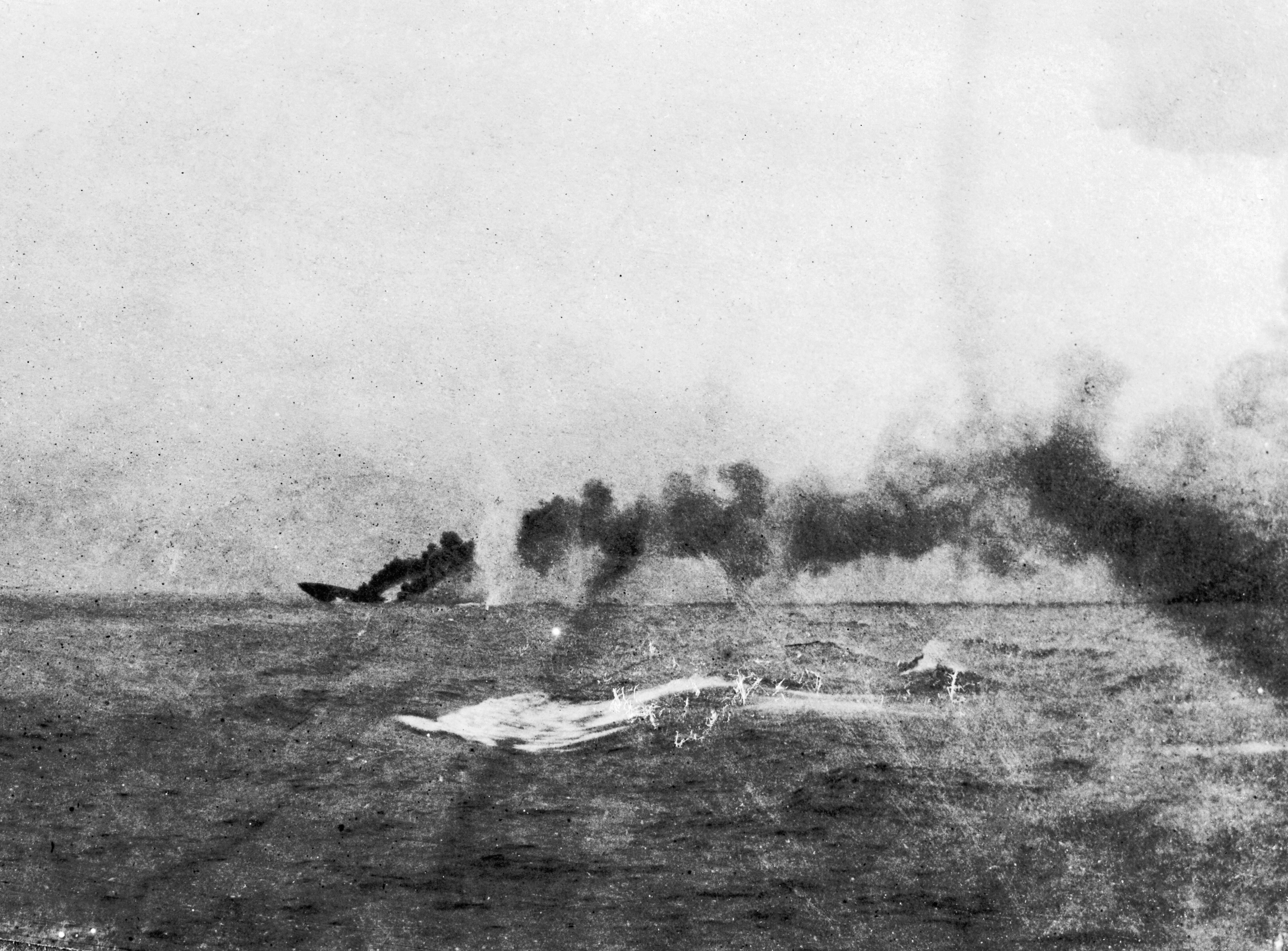
不倦号的覆灭

大约15分钟后，英国战列巡洋舰不倦号突然被冯·德·坦恩号摧毁。此后不久，毛奇号在10,500至9,500（11,500至10,400碼）的距离内向玛丽女王号发射了四枚鱼雷。这导致英国编队陷入混乱，因为他们以为鱼雷是由U艇发出的。此时，第一侦察集群已进入英国第5战列分舰队的射程范围，后者由全新的伊丽莎白女王级战列舰组成，并装备有强大的15英寸（380）炮。在17:06，巴勒姆号向冯·德·坦恩号开火。英勇号、马来亚号和厌战号也于几分钟后相继加入；它们将火力集中在冯·德·坦恩号和毛奇号身上。17:16，这些高速战列舰的一枚15英寸炮击中毛奇号，炮弹穿破了煤舱，炸穿了炮廓平台，并引爆了存放在内的弹药。爆炸又将连接至弹药舱的输弹机焚毁殆尽。
毛奇号和冯·德·坦恩号改变了它们的速度和航向，从而偏移第5战列分舰队的目标，并使受到重创的舰只得到了短暂的喘息。当毛奇号和冯·德·坦恩号牵扯住第5战列分舰队的火力时，塞德利茨号和德夫林格号得以集中精力攻击英国的战列巡洋舰；在17:25至17:30之间，这两艘舰至少有五枚炮弹命中玛丽女王号，并造成灾难性的爆炸，摧毁了后者。毛奇号的时任舰长、海军上校约翰内斯·冯·卡普夫评论称，“敌人的火炮近在咫尺，它们的齐射连发迅速，射击纪律极其优秀！”
至19:30，正在追击英国战列巡洋舰的公海舰队尚未遇到大舰队。为免暴露在鱼雷艇攻击之下，舍尔一直在考虑隐匿其部队直至天黑。然而，直至其领头的战列舰遭遇大舰队主体时，他仍没有作出决定。这一事态的发展使得舍尔无法撤退，因为这样做会牺牲己方第二战列分舰队较慢的前无畏舰，而使用无畏舰和战列巡洋舰来掩护它们撤退则会令他的最强舰只受到英国炮火的猛烈攻击。相反，舍尔命其舰群向右转舵16点，这将使前无畏舰来到德国战列线中相对安全的下风舷侧。
毛奇号及其它战列巡洋舰跟随移动，从而使它们落在了国王号的后方。希佩尔受创严重的舰只也因此得到暂时的缓解，同时由于不确定舍尔的具体位置和航向，大舰队总司令、海军上将约翰·杰利科遂命其舰群往东转向，他认为这可能是德军撤退的路线。德国舰队反而是向西航行，但舍尔下令进行第二次16点转舵，此举颠倒了航向，并使其舰只置于英国舰队的中央。德国舰队遭到英国战列线的猛烈炮击，舍尔立即派出毛奇号、冯·德·坦恩号、塞德利茨号和德夫林格号全速冲向英国舰队，试图破坏对方的阵型，并为其主力的撤退腾出时间。至20:17，四艘战列巡洋舰已经驶近至距巨像号约7,040（7,700碼）的范围内，舍尔遂指示这些舰只与英国战列线的领头舰交火。然而仅三分钟后，德国战列巡洋舰便在鱼雷艇攻击的掩护下掉头撤退。

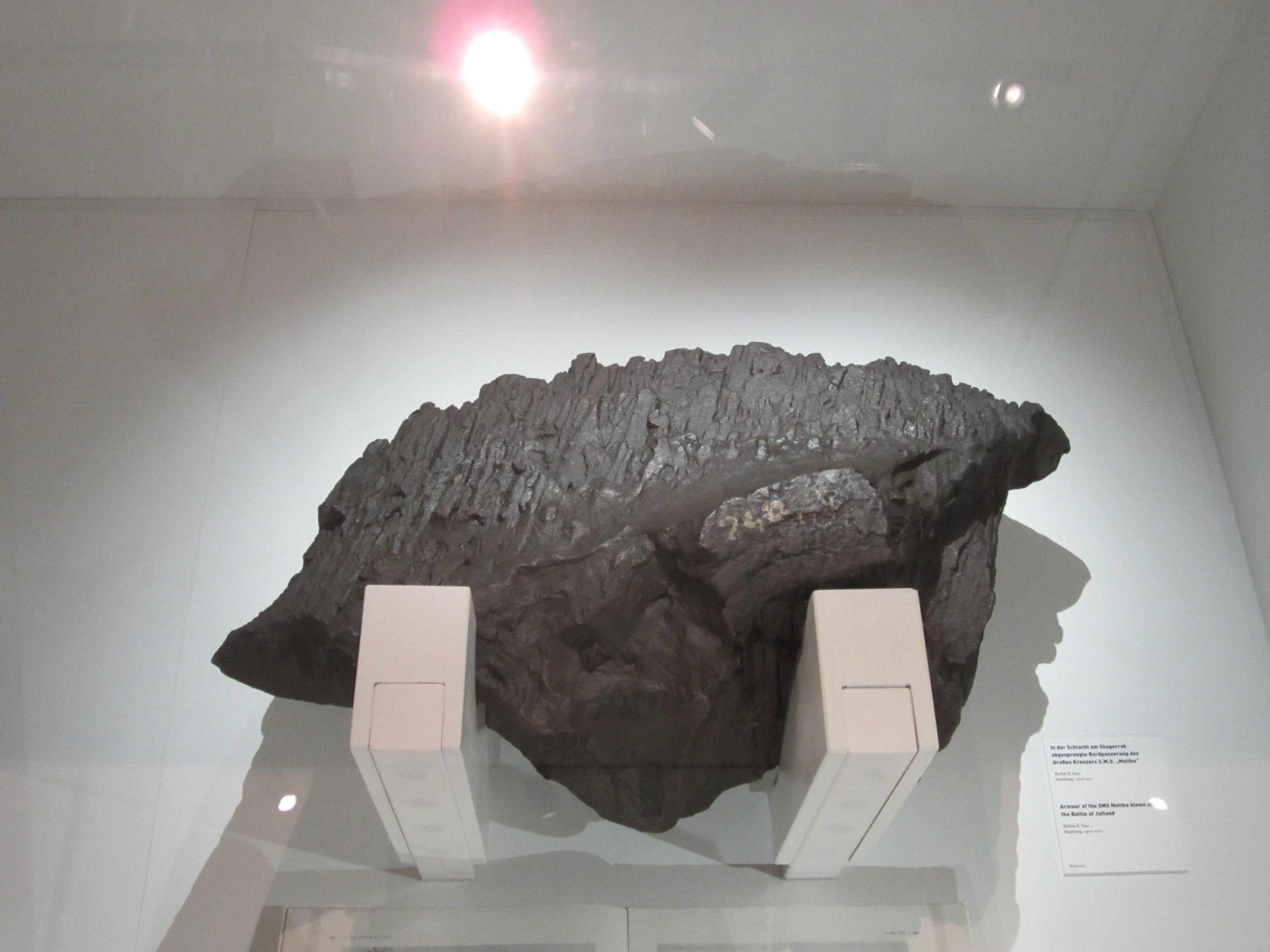
海战中被炸掉的一块毛奇号装甲

黄昏的战斗停顿使毛奇号和其它战列巡洋舰得以清理干扰主炮的弹碎、扑灭火情、修复火控和信号设备，并为夜间行动准备好探照灯。在此期间，当德国轻型部队于21:00过后不久遇到英国的屏护部队时，公海舰队已按相反的顺序重组成一个整齐的队形。重鸣的炮火引起了贝蒂的注意，因此将其战列巡洋舰转向西行。在21:09，他看见了德国战列巡洋舰，并驶近至相距7,800（8,500碼）的范围内，于20:20开火。英国战列巡洋舰的攻击令希佩尔感到惊讶，他此时正搭乘G39号鱼雷艇准备登上毛奇号。德舰以全部仍可使用的火炮还击，并于21:32同时命中了黑暗中的长公主号和狮号。德国战列巡洋舰的机动迫使领头的第一战列分舰队向西转舵以避免碰撞。这使得第二战列分舰队的前无畏舰正好处于战列巡洋舰的正后方，从而阻挡了英舰追击正朝南转向的德国战列巡洋舰。英国战列巡洋舰只能朝这些老式战列舰开火；德国舰群则转向西南，将所有火炮都对准英国舰只。
至22:15，希佩尔终于能够转移至毛奇号，遂命其麾下的舰只以20節（37每小時）的速度驶向德国战列线的前端。然而，仅毛奇号和塞德利茨号符合执行条件；德夫林格号和冯·德·坦恩号最多能达到18節（33每小時），因此落在了后面。在毛奇号和塞德利茨号驶向前端的过程中，两艘舰因过于贴近小巡洋舰斯德丁号而被迫急剧减速，以避免相撞。此举也迫使第四侦察集群的其它几艘舰只——女性之赞号、斯图加特号和慕尼黑号向左转舵，导致它们陷入与英国第2轻巡洋分舰队的接触；两边的巡洋舰开始相互猛击。时任第四侦察集群司令的海军准将路德维希·冯·罗伊特决定引诱对方轻巡洋舰向毛奇号和塞德利茨号进发。然而，在几乎同一时间，严重受损的英国巡洋舰也停止了攻击。当它们离开时，南安普敦号发射的一枚鱼雷击中了女性之赞号，导致后者爆炸沉没。德国阵型从而陷入混乱，在此期间，塞德利茨号跟丢了毛奇号。塞德利茨号已无法再跟上毛奇号22節（41每小時）的速度，因此它退出队伍并独自前往喇叭礁灯塔。
至23:30，毛奇号独自遇到了来自英国第2战列分舰队后方的四艘无畏舰。舰长卡普夫下令舰只脱离接触，并希望自己没有被发现。事实上，英舰已经发现了毛奇号，但为了不向整个德国舰队暴露它们的位置，它们决定暂缓开火。在23:55以及00:20，卡普夫曾试图寻找能够穿过英国舰队的路径，但两次都未能奏效。直至01:00，当他航行远在大舰队前面之后，毛奇才得以成功逃离。

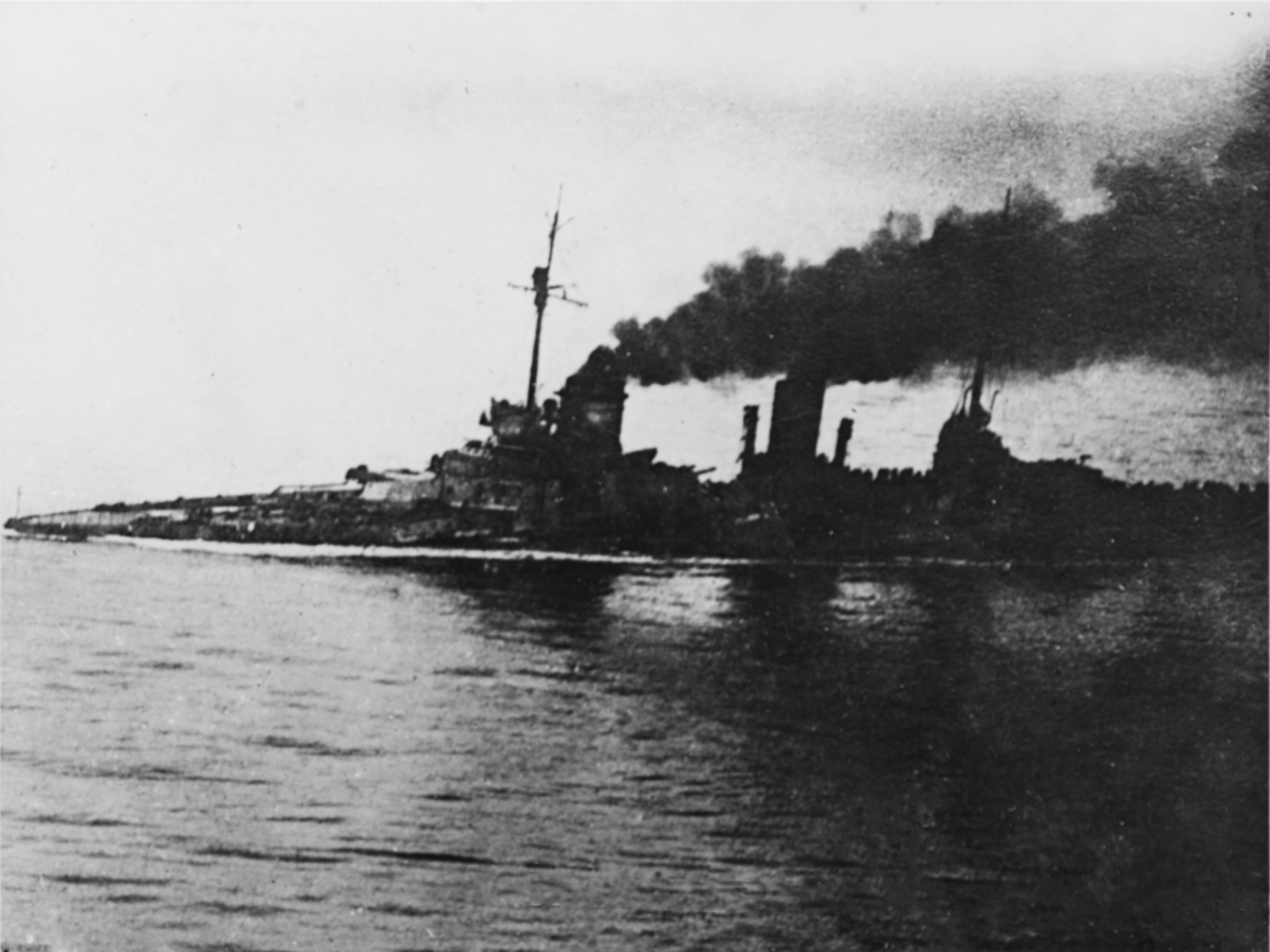
严重受损的塞德利茨号于战后驶向母港

在战斗接近结束时，希佩尔于03:55向舍尔发送了一份报告，通报其麾下舰只遭受的巨大破坏。至此，德夫林格号和冯·德·坦恩号各自仅余两门炮可用，毛奇号涌入了约1000吨海水，塞德利茨号则严重受损。希佩尔报告称“第一侦察集群对于重要的交锋不再具有任何价值”，因此总司令指示它们返回港口，而他本人则决定与战列舰队在喇叭礁附近等待事态的发展。
在战斗过程中，毛奇号共13次命中虎号，自己则遭到4次15英寸炮的打击。其右舷的第5号150毫米炮被击中，并在战斗余下的时间内失效。舰上共有16人阵亡和20人负伤，他们大多是由150毫米炮中弹所导致。洪水和抗沉的努力则导致了1000吨海水涌入舰内。

#### 后续行动
日德兰之后，毛奇号于1916年还参加了数次进入北海的无果袭击，其中包括8月18－19日、9月25－26日、10月18－19日、10月23－24日，以及1917年3月23－24日的推进。在8月18－19日的舰队推进期间，第一侦察集群的任务是炮击桑德兰沿岸城镇，试图引出并摧毁贝蒂的战列巡洋舰。由于毛奇号和冯·德·坦恩号是仅有的两艘仍处于作战状态的德国战列巡洋舰，因此有三艘无畏舰也被部署至第一侦察集群参加行动，分别为藩侯号、大选帝侯号和巴伐利亚号。舍尔上将则率公海舰队余部，其中包括15艘无畏舰则拖后及提供掩护。但英国人已事先破译了德国人的计划，并派出大舰队应战。在19日14:35分，舍尔收到了大舰队逼近的警告，他不愿意在难分伯仲的日德兰海战后仅11周便又与整个大舰队交战，于是下令全体舰队掉头撤回德国港口。
1917年9月，卡普夫离开毛奇号，其舰长一职由海军上校汉斯·吉加斯接任。1917年9月至10月间，毛奇号参加了支援德国入侵俄国厄塞尔岛、达戈岛和穆胡岛（今均属爱沙尼亚）的阿尔比恩行动。在波罗的海的行动成功之后，毛奇号又被派往支援第二侦察集群，但并未实际参与1917年11月17日爆发的第二次黑尔戈兰海战。
1917年末，公海舰队开始在英国至挪威间的北海海域展开反护航袭击。1917年10月和12月，两支前往挪威的英国护航船队遭到德国巡洋舰和驱逐舰的拦截及摧毁，促使已升任大舰队总司令的贝蒂分离了几艘战列舰和战列巡洋舰来保护船队。这给了舍尔于整个战争期间都在等待的机会：孤立并消灭一部分大舰队的机会。
在1918年4月23日05:00，公海舰队离开港口，意图拦截一支由重兵护航的船队。其无线电通讯量被控制在最低限度，以防英国人了解这项行动。在4月24日05:10，毛奇号遭遇机械故障：其右舷螺旋桨从轴上脱落，而涡轮机还没来得及停下来，一副齿轮就被毁坏了。坏掉的轮组将一些钢片抛入辅助冷凝器，后者淹没了轮机舱，并导致中央和右舷发动机停止工作。咸水侵入锅炉，令舰只的航速降至仅4節（7.4每小時）；至08:45，吉加斯向舍尔报告称其舰只已“失去控制”，并且需要拖行。在09:38，小巡洋舰斯特拉斯堡号试图拖挂毛奇号，但未能成功。舍尔只得于10:13将无畏舰奥尔登堡号从战列分舰队中脱离出来，负责拖曳毛奇号返回港口。在14:10，由于尚未找到护航船队，舍尔遂将公海舰队调回德国海域。至17:10，毛奇号的发动机已经修复，舰只能够以17節（31每小時）的速度行驶。在19:37，英国潜艇E42发现舰只，并向毛奇号发射了一枚鱼雷，并取得命中。此举使得毛奇号涌入约1,800公噸（1,800長噸）水，却仍可依靠自己的动力到达港口。修复工作于1918年4月30日至9月9日在威廉港的帝国船厂进行。
完成修复后，毛奇号于1918年9月19日至10月3日参加了在波罗的海举行的训练行动。随着战列巡洋舰兴登堡号需要进入旱坞进行维修保养，自11月1日起，毛奇号开始担当时任第一侦察集群司令、海军少将罗伊特的旗舰。

### 结局

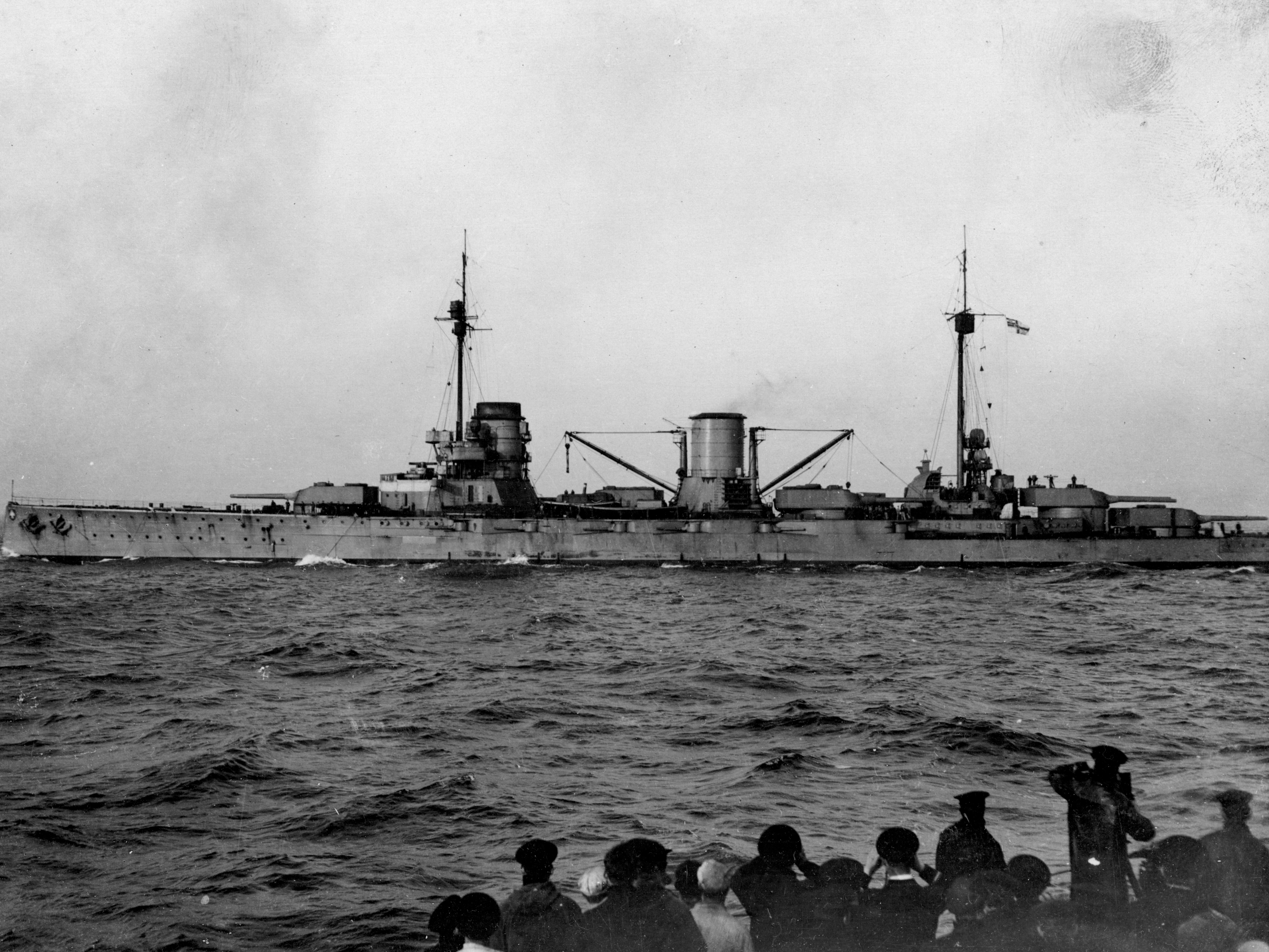
毛奇号驶往斯卡帕湾受押

毛奇号本应在第一次世界大战结束前不久参加最终舰队行动。公海舰队的大部将从它们的威廉港基地出发与英国大舰队进行决战；舍尔作为此时海軍戰爭指揮部的总参谋长，意图不惜一切代价重创英国海军，以便为德国争取更好的谈判地位。然而，许多厌战的水兵认为此次行动会破坏和平进程并延长战争。当公海舰队在威廉港集结时，水兵们开始大规模出逃。在冯·德·坦恩号和德夫林格号航行经过分隔威廉港内港和锚区的水闸时，两艘舰共有大约300名船员翻过舷侧并消失在岸上。
1918年10月29日上午，将于次日从威廉港启航的命令正式下达。从10月29日夜晚开始，几艘战列舰的船员相继发动叛变；来自第三战列分舰队的三艘舰拒绝起锚，并在图林根号和黑尔戈兰号舰上展开了破坏行动。面对公开的叛乱，行动命令最终被迫取消。至11月初，德国革命爆发，它促成了停战协定的签署，并推翻了君主制。
随着德国投降，公海舰队的大部分舰只都在罗伊特的率领下，被扣押至斯卡帕湾的英国海军基地。在德国舰队启程之前，时任海军内阁国务大臣的海军上将阿道夫·冯·特罗塔向罗伊特明确表示，他不能允许协约国在任何情况下强占这些舰只。 在落实《凡尔赛条约》的谈判过程中，舰队仍然维持扣押状态。罗伊特推断英国方面将于1919年6月21日，即谈判到期而无法达成协议的情况下会强占德国军舰，却不知截止日期已被延长至6月23日。为了防止这种情况，他决定率先凿沉己方舰只。6月21日上午，英国舰队离开斯卡帕湾进行训练演习；罗伊特于11:20向全体德国军舰下达了自沉命令。毛奇号于两小时十五分后沉没。其残骸于1927年6月10日被打捞上岸，并于1927年至1929年间在罗塞斯拆解报废。